# Cryphia barbaria
Cryphia barbaria là một loài bướm đêm trong họ Noctuidae.